# Pendoylan
Pendoylan (en anglais) ou Pendeulwyn (en gallois) est un village et une communauté du Vale of Glamorgan, au pays de Galles. Il est situé dans le nord du borough de comté, à 7 km au nord-est de Cowbridge.

## Démographie
Au recensement de 2011, la communauté de Pendoylan comptait 464 habitants.